# Haig Oundjian
Haig Bertrand Oundjian (Londra, 16 maggio 1949) è un ex pattinatore artistico su ghiaccio britannico, specializzato nel singolo. Dal 2019 presidente del club di calcio del FCB Magpies.

## Palmarès

### Europei
- 1 medaglia:
  - 1 bronzo (Zurigo 1971)